# Aurora (Oregon)
Aurora – miasto w Stanach Zjednoczonych, w stanie Oregon, w hrabstwie Marion.